# Simulium qianense
Simulium qianense es una especie de insecto del género Simulium, familia Simuliidae, orden Diptera.
Fue descrita científicamente por Chen & Chen, 2001.